# مری وارناف
مری وارناف (انگلیسی: Mary Woronov؛ زادهٔ ۸ دسامبر ۱۹۴۳) بازیگر، پدیدآور، رمان‌نویس، و نویسنده اهل ایالات متحده آمریکا است.
از فیلم‌ها یا برنامه‌های تلویزیونی که وی در آن نقش داشته‌است می‌توان به اسلج همر!، تشنج، تردید در درخشش، حمله هلهله‌چی ۵۰ فوتی، لرزش، تق تق و راک!، زندان جکسون کانتی، مبارزه در بورلی هیلز، جایی که سگ‌ها دروغ می‌گویند و موتوراما اشاره کرد.